# 李赫 (政治家)
李 赫（リ・ヒョク、朝鮮語: 리혁）は、朝鮮民主主義人民共和国の政治家。水産相、新浦水産事業所支配人などを歴任した。

## 経歴
出生地や生年月日は不明。就任時期は不明であるが新浦水産事業所支配人を経て、2013年4月1日に開催された最高人民会議第12期第7回会議で水産相に任命された。
2014年3月9日に実施された最高人民会議第13期代議員選挙で代議員に選出され、4月9日に開催された最高人民会議第13期第1回会議で水産相に再任された。2015年5月に水産相を解任された。